# 曹詢 (弘治進士)
曹詢（1465年—？年），字汝庸，四川成都府崇慶州人，民籍，明朝政治人物。

## 生平
四川鄉試第五十八名舉人。弘治三年（1490年）中式庚戌科會試第七十三名，二甲第五十九名進士。

## 家族
曾祖曹文德；祖父曹仲原，封大理寺評事；父曹奇，按察司副使。前母劉氏（封孺人）；母歐氏。慈侍下。